# ژو جی‌چیونگ
ژو جی‌چیونگ (چینی ساده: 周洁琼؛ کره‌ای: 주결경؛ زادهٔ ۱۶ دسامبر ۱۹۹۸) که به‌طور حرفه‌ای با نام جی‌چیونگ یا کیول‌کیونگ (به کره‌ای) شناخته می‌شود، خواننده و بازیگر چینی ساکن کره جنوبی است. او بیشتر به عنوان عضو گروه دخترانه آی.او. آی پس از کسب جایگاه ششم در برنامه. رقابتی پرودوس ۱۰۱ شناخته می‌شود. او همچنین عضو گروه پریستین و زیرگروه آن پریستین وی بوده است. ژو جی‌چیونگ در ۶ سپتامبر ۲۰۱۸، فعالیت انفرادی خود را با انتشار نخستین تک‌آهنگ به نام «چرا» آغاز کرد.

## ترانه‌شناسی

### تک‌آهنگ‌ها
| عنوان                                                                | سال  | بهترین موقعیت | بهترین موقعیت | آلبوم             |
| عنوان                                                                | سال  | چین           | تایوان        | آلبوم             |
| -------------------------------------------------------------------- | ---- | ------------- | ------------- | ----------------- |
| «بگیرش» (ورژن چینی)                                                  | ۲۰۱۸ | —             | —             | تک‌آهنگ بدون آلبوم |
| «چرا»                                                                | ۲۰۱۸ | ۶۴            | ۳۸            | چرا               |
| «—» بیانگر انتشاری است که در قلمروی آن جدول نبوده یا منتشر نشده است. |      |               |               |                   |